# 林格瑙
林格瑙是奥地利福拉尔贝格州布雷根茨县的一个市镇。总面积6.89平方公里，总人口1346人，人口密度195.4人/平方公里（2005年）。